# Glaucomastix littoralis
Glaucomastix littoralis là một loài bò sát thuộc họ Teiidae, là loài đặc hữu của Brasil.